# Мусорова, Мария Фёдоровна
Мари́я Фёдоровна Мусорова (апрель 1911, Мелекесс — 14 октября 1944, Ортельсбург) — участница Великой Отечественной войны.

## Биография

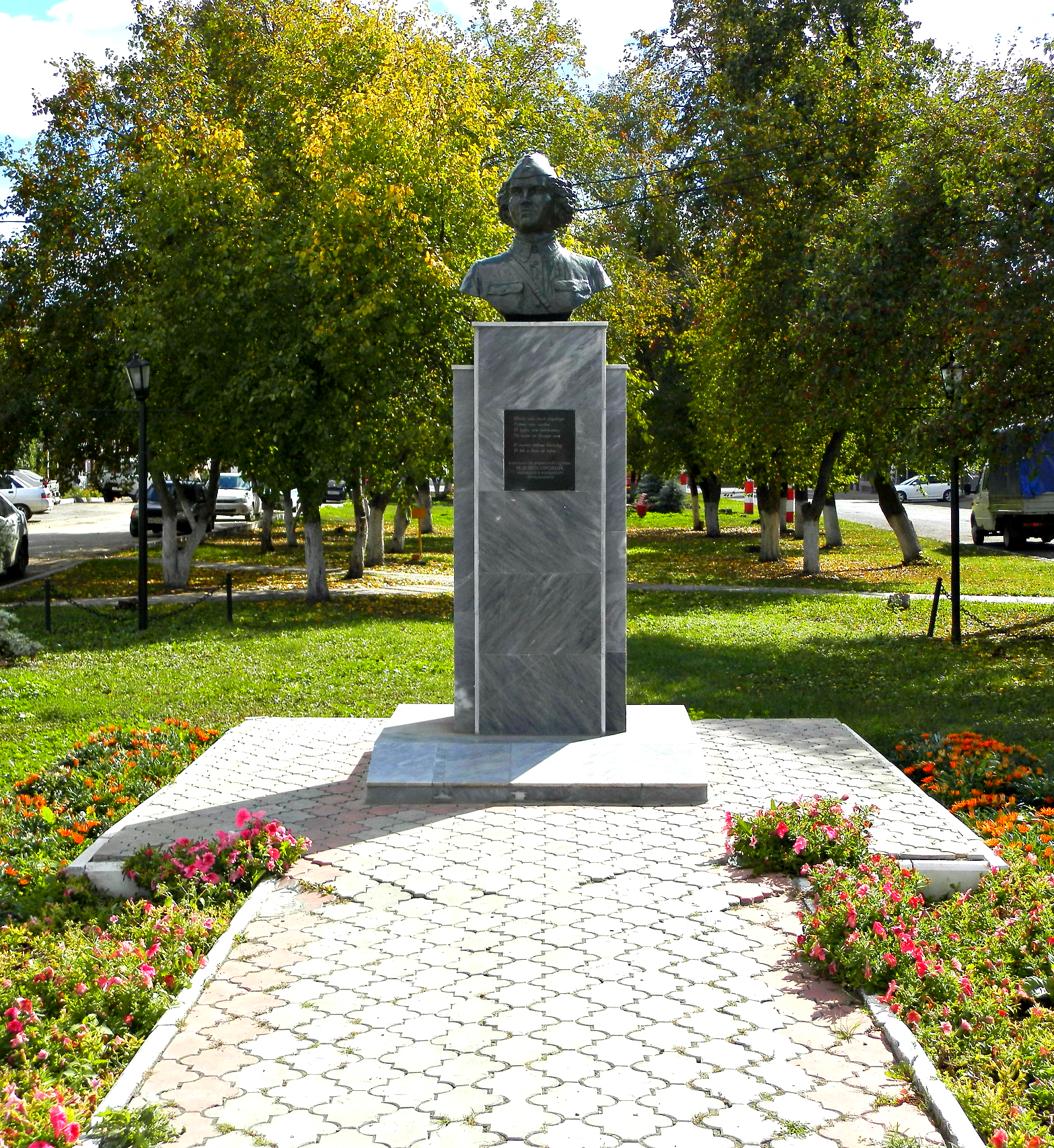
Памятник военврачу III ранга Мусоровой М. Ф. в Димитровграде.

Мария родилась в апреле 1911 года в семье рабочего льнопрядильного ткацкой фабрики Фёдора Мусорова, в доме на Фабричной улице. Вместе с сёстрами посещала первую школу (ныне — средняя школа № 9). После учёбы решила стать врачом и поступила в Куйбышевский мединститут. В вузе девушку избрали комсоргом. В её комнате часто собирались однокурсники, обсуждали газетные и журнальные статьи, лекции. Видимо, здесь Мария и познакомилась с будущим мужем — инженером Алексеем Кадышевым.
Вскоре после окончания вуза Алексей и Мария поженились. Однако вскоре началась война. Алексея призвали на фронт, Мария же отправилась воевать добровольцем. На фронт Мусорова уезжала из Куйбышева 15 июля 1941 года.
Письма от неё с фронта приходили в дом на Фабричной до 1942 года.
Спустя четыре года после Победы в дом Мусоровых пришла страшная весть — Мария погибла в концлагере под Ортельсбургом, что в Пруссии.
Печальное известие сообщил французский военный Гастон Дефэн, ставший свидетелем последних минут Мусоровой в концлагере. Фёдору Яковлевичу, отцу Марии, Дефэн написал письмо, к которому он приложил локон волос девушки. Однако сначала текст не дошёл до адресата, его опубликовали в «Комсомольской правде». А передать конверт с локоном Мусорову довелось журналисту «Ульяновской правды».
Гастон подробно вспоминал будни немецкого концлагеря, описывал те трудности, что выпали Марии. Как и многим другим, ей приходилось выполнять тяжёлую работу. Полуголодная и полураздетая, она трудилась сутками напролёт.
«Я не могу всё это вспоминать без боли в сердце, так велики были страдания этих несчастных женщин» — писал француз. Гастон сообщал, как Мусорова помогла ему оправиться после болезни. Вскоре о том, что среди пленных есть доктор, узнал главный врач лагеря Курц. Он дозволил Марии работать в госпитале, и с тех пор условия её жизни немного улучшились. Приближённая к управлению, она узнавала новости с фронта и передавала их узникам, делилась с больными своим пайком.
О деятельности Мусоровой в лагере вспоминает и ленинградка Екатерина Захарова. После войны Захарова приехала к родителям Марии и подробно рассказала им о героизме их дочери. Екатерина Фёдоровна в 1942 году попала в плен в боях за Волхов. Здесь она познакомилась с Марией:
В 1942 году нас отправили в немецкий городок Ортельсберг. На бирже труда нас продали помещику. Я кормила свиней, а Мария целыми днями чистила картофель. Мой муж был убит при попытке бегства из лагеря, а я была беременной. «Как быть?» — мучила меня совесть. «Родить», — посоветовала Мария Фёдоровна. И в ноябре 1943 года под наблюдением Мусоровой я родила сына. 
О том случае, который послужил поводом к убийству Марии Мусоровой, вспоминают и французский офицер, и русская медсестра.
«Однажды в лагерь привезли пленного советского офицера. Допросы не дали фашистам желаемых результатов», — возвращается к прошлому Захарова. — «Тогда они в бешенстве бросили раненого в сарай… Мусорова пробралась туда и влила ему 400 граммов своей крови».
Как свидетельствует Дефэн, Мария взяла какие-то важные документы. Однако она не могла сохранить их и уничтожила. Об этом прознало начальство лагеря. Марию регулярно вызывали на допросы, лишали пайка. Но Мусорова упорно хранила молчание.
Наконец палачи избавились от неё, сделав укол ядом. 14 октября 1944 года перестало биться её сердце, фиксирует факты Екатерина Захарова.
Гастон подробно описывает последние минуты Мусоровой. Она беспрестанно звала родителей, шептала имена сестёр и мужа. Мария не надеялась выжить, только прощалась с теми, кого не видела долгих три года.
Проводить русскую женщину в последний путь пришли более 200 французских и польских пленных, около 50 русских узников. К процессии присоединились более двух сотен местных жителей. Марию похоронили на кладбище Ортельсбурга. Могилу украсили красными цветами, а сверху установили мраморную плиту с указанием имени и дат рождения и смерти врача. Гастон в письме указал и местоположение захоронения — второе во втором ряду, № 172.
Имя Мусоровой носят девятая школа, детский лагерь в Мулловке и улица в Ульяновске. После войны и в Димитровграде отстроили новую улицу в Центральном районе, которую решено было назвать именем героической землячки. А в 1959 году на улице Третьего Интернационала открылся памятник Мусоровой. Скульптор Казаков изобразил Марию в военном мундире и пилотке на пышных волосах. На открытие монумента прибыла и Екатерина Захарова вместе с сыном Сергеем, обязанным жизнью Марии Мусоровой.
«Узнав об открытии памятника, летом нынешнего (1959) года я приезжала в Мелекесс. Вместе с сыном Сергеем, который недавно закончил ремесленное училище сейчас работает на радиоузле. Я провела отпуск с родными незабвенной подруги», — завершает воспоминания Екатерина. В музее даже сохранилась фотография того лета: Захаровы вместе с семьёй Мусоровых — родителями, сёстрами и племянниками. Теми, кого так сильно желала повидать Мария перед уходом на фронт 15 июля 1941 года.

## Память
Память о Мусоровой увековечена в названии улиц в Димитровграде и Ульяновске и бюсте, установленном в центральной части старого города. Скульптурную композицию из трех фигур, на переднем плане которой Мария Мусорова, за ней два военнопленных, подарена краеведческому музею Димитровграда Аркадием Ефимовичем Егуткиным — народным художником России, лауреатом премии им. А. А. Пластова.